# Jerzy Nowak (sprinter)
Jerzy Nowak (ur. 29 października 1927 w Tarnowie, zm. 11 września 2006) – polski lekkoatleta sprinter oraz siatkarz i trener siatkarski.
Był mistrzem Polski w sztafecie 4 × 100 metrów, sztafecie 4 × 200 metrów i sztafecie olimpijskiej w 1950. Indywidualnie zajął 6. miejsce w biegu na 200 metrów w mistrzostwach Polski w 1950.
Był rekordzistą Polski w klubowej sztafecie 4 × 100 metrów (43,8 s 14 sierpnia 1950 w Krakowie).
Rekordy życiowe:
| Konkurencja        | Data i miejsce          | Wynik |
| ------------------ | ----------------------- | ----- |
| bieg na 100 metrów | 1947                    | 11,3  |
| bieg na 200 metrów | 25 czerwca 1948, Kraków | 22,9  |

Jako lekkoatleta był zawodnikiem HKS Tarnów (1946–1948) i Ogniwa Kraków (1949–1951). Grał również w piłkę siatkową w Tarnovii w latach 1951–1952, a od 1953 był kapitanem drużyny siatkarskiej tego klubu. Później był trenerem siatkarskim Tarnovii. Ukończył Wyższą Szkołę Ekonomiczną w Krakowie w 1966.